# Sant Vicenç del Sallent
L'església de Sant Vicenç del Sallent centra el petit nucli de El Sallent, entitat de població del municipi de Santa Pau. És una obra inclosa a l'Inventari del Patrimoni Arquitectònic de Catalunya.

## Història
Segons F. Montsalvatge, l'origen de l'església de Sant Vicenç de Sallent es troba en una cel·la construïda al monestir benedictí de Sant Esteve de Banyoles, fet que demostra el precepte que Lluís el Tartamut, rei de França donà l'any 878 a l'abat Ansemund de Banyoles confirmant les seves possessions entre les quals hi havia «in Sancta Pace cella Sancti Vincentii...». L'any 916, el rei Carles el Simple renovà a Hacfred, abat de Banyoles, els privilegis anteriors, on també apareix l'esmentada cel·la de Sant Vicenç. En decaure la monarquia franca, els monestirs catalans cercaren la protecció papal. Així, es torna a confirmar la possessió de Sallent a favor del monestir de Banyoles en les butlles de Benet VIII (1017), Urbà II (1097) i Alexandre III (1174). Aquestes butlles esmenten per primera vegada el topònim Sallent amb les formes «Sallenti» i «Saliente».

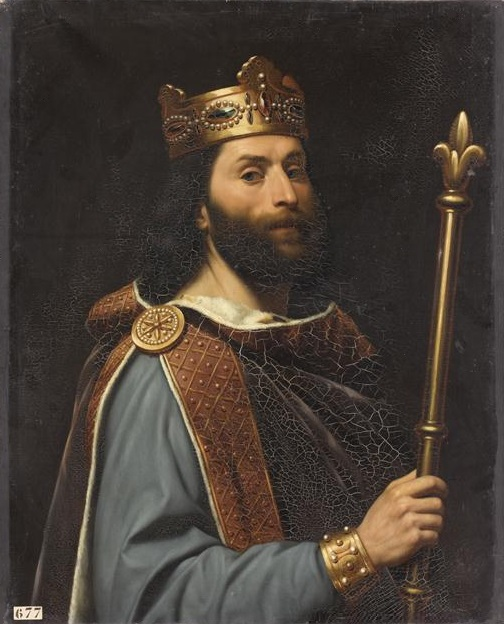
Lluís II de França. Oli sobre tela, Palau de Versalles, París (França)

L'any 1362 l'església de «Sancti Vincencii de Salento» és esmentada en el «Llibre verd dels feus» del capítol de Girona. El 1364, l'abat del monestir de Banyoles, Pons de Canadell, compra a la reina Elionor de Catalunya-Aragó la jurisdicció civil i criminal de la parròquia de Sallent entre d'altres per 50.000 sous. La jurisdicció degué tornar a mans de la monarquia, ja que l'any 1392, Joan I de Catalunya-Aragó vengué a Hug, baró de Santa Pau, la jurisdicció de Sant Vicenç de «Cellent» i d'altres, per 5.000 florins. El 1474, el rei Joan II donà a Francesc de Verntallat, per serveis prestats, diversos castells i parròquies, entre aquestes la de «Sellent», com a alou perpetu, propi, lliure i franc, tenint la seva jurisdicció civil i criminal, alta i baixa i el mer i mixt imperi. Totes aquestes possessions tornaren a la Corona en temps de Ferran II el Catòlic.

## Arquitectura
Petit temple d'origen romànic, d'una sola nau i un sol absis, orientada de llevant a ponent. Pràcticament, de l'església original només en rest la nau, coberta amb volta de canó i reforçada per un arc toral. El campanar era d'espadanya i fou transformat en torre comunidor al segle xviii. Actualment només es poden veure alguns fragments d'un aparell de carreus ben tallats.
Afegits al segle xviii foren la sagristia, quatre altars laterals, baptisteri i el cor. Està decorada amb pintures del segle passat (volta i absis); a l'altar principal hi figuren tres sants de fàbrica olotina: Sant Miquel Arcàngel, Sant Vicenç i Sant Antoni Abat. La porta d'ingrés és d'època neoclàssica molt avançada (llinda datada al 1868). En un finestral exterior es pot veure la data de 1758. El campanar era d'espadanya i fou transformat en torre al segle xviii. Hi ha làpides molt espatllades que serveixen per enllosar el terra, de 1759, 1776, etc. El temple fa, a l'interior, 4 m d'amplada per 11 m des de l'arc toral fins a la porta. El gruix dels murs és de 1,5 m. Una pica baptismal, del segle xviii, es troba a la primera capella de la dreta de l'església. Té la forma d'una copa de vuit cares, damunt d'una columna vuitellada. En una de les esmentades cares hi porta esculpida la data, 1769. L'alçada total sense tapa és de 106 cm. El diàmetre de la part superior és de 64 cm, i el perímetre de 2 m. L'alçada de la copa és de 50 cm i la de la columna de 56 cm.

### Escultura
A les dues impostes del tercer arc toral s'han conservat diversos relleus amb figuració esculpida. A la paret de migjorn hi ha una imposta decorada, on hi apareixen tres representacions sota arcuacions formades per un arc de mig punt. A la primera s'hi endevina una figura humana però ha estat totalment mutilada. Sota la segona arcada, el relleu d'una figura femenina atacada per tres serps, possiblement relacionada amb el càstig del pecat. El l'última arcada hi ha un tema zoomòrfic: Dos ocells enfrontats sobre motius vegetals, una escena de caràcter oriental que apareix sovint en la decoració de molts claustres. Al mur septentrional hi ha una altra imposta decorada. A la cara inferior hi ha representat un animal en part destruït. A sota, la representació de dues figures humanes. A la dreta, apareix agenollat un personatge que posa les seves mans entre les de la figura de l'esquerra, asseguda sobre un escambell i que duu una túnica llarga cenyida al coll amb plecs. El personatge agenollat també vesteix una túnica ornada amb una creu patent emmarcada en un cercle. Seguint el fris cap a l'esquerra hi ha una escena d'una figura humana amb un arc en forma de jou i una espasa. De l'arc penja una peça caçada (conill o llebre). Va vestit amb una pellissa de pell cenyida per un cinturó del qual penja un petit punyal. L'escena de la dreta podria representar el jurament de fidelitat en la cerimònia de l'«immixtio manum», la posició de mans del vassall al senyor (potser en aquest cas l'abat de Banyoles Arsemund i el rei de França, Lluís el Tartamut l'any 880?). Es creu més probable una representació de l'Antic Testament. Isaac beneint Jacob, a qui pren per Essaú, i, en l'escena del caçador, Essaú que arriba havent caçat un conill, segons explica el Gènesi que succeí.
La riquesa iconogràfica dels temes fa pensar en la importància que degué tenir l'església de Sant Vicenç del Sallent cap als segles xii i xiii. La datació d'aquests relleus de l'interior del temple s'establiria en la segona meitat del segle xii o inicis del segle xiii.